# Manteo
Manteo és una població dels Estats Units i seu del comtat de Dare a l'estat de Carolina del Nord. Segons el cens del 2000 tenia 1.052 habitants.

## Demografia
Segons el cens del 2000, Manteo tenia 1.052 habitants, 515 habitatges i 287 famílies. La densitat de població era de 234,8 habitants per km².
Dels 515 habitatges en un 23,5% hi vivien nens de menys de 18 anys, en un 38,8% hi vivien parelles casades, en un 12,2% dones solteres, i en un 44,1% no eren unitats familiars. En el 38,4% dels habitatges hi vivien persones soles el 18,3% de les quals corresponia a persones de 65 anys o més que vivien soles. El nombre mitjà de persones vivint en cada habitatge era de 2,03 i el nombre mitjà de persones que vivien en cada família era de 2,64.
Per edats la població es repartia de la següent manera: un 19,8% tenia menys de 18 anys, un 7% entre 18 i 24, un 28,7% entre 25 i 44, un 27,3% de 45 a 60 i un 17,2% 65 anys o més.
L'edat mediana era de 41 anys. Per cada 100 dones de 18 o més anys hi havia 85,5 homes.
La renda mediana per habitatge era de 29.803 $ i la renda mediana per família de 40.139 $. Els homes tenien una renda mediana de 30.625 $ mentre que les dones 20.833 $. La renda per capita de la població era de 20.222 $. Entorn del 18,2% de les famílies i el 19,4% de la població estaven per davall del llindar de pobresa.

## Poblacions més properes
El següent diagrama mostra les poblacions més properes.